# Дарашкевич Леон Людвігович
Дарашкевич (Дорошкевич) Леон Людвігович (пол. Leon Jan Fortunat Daraszkiewicz) (10 квітня 1866 м. Грива, за іншими — м. Субате Іллуктського повіту Курляндської губернії Російської імперії (нині Латвія) — 2 лютого 1931, м. Вінниця) — український та латвійський психіатр, доктор медицини польського походження.

## Життєпис

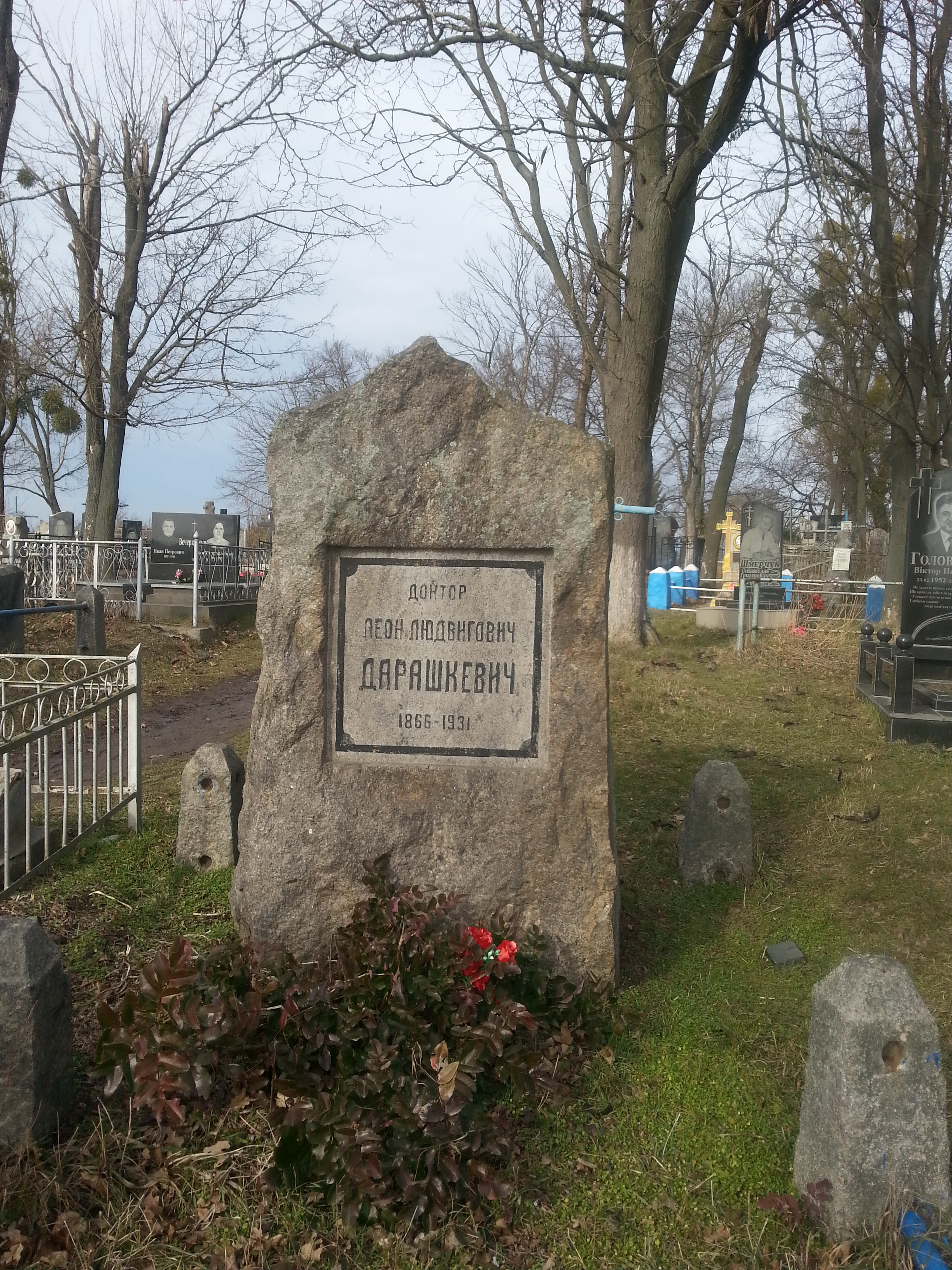
Могила Л. Л. Дарашкевича на території Вінницької психіатричної лікарні

Дата народження Леона Людвіговича різниться. Документальним підтвердженням дати народження є «Album Academicum der Kaiserlichhen Universität Dorpat» (1889), у альбомі вказано, що Леон Дарашкевич народився 10 квітня 1866 р. з приміткою «a. Kurl.» — Курляндська губернія. Точне місце народження, Леона Дарашкевича, не відоме. За одними даними, він народився у м. Грива, за іншими — м. Субате Іллуктського повіту Курляндської губернії Російської імперії (нині Латвія). 
Батько, Людвіг Дарашкевич (1835—1888), працював лікарем у м. Каунас (Литва). Мати, Валерія, до шлюбу Грюнхоф. Упродовж 1880—1883 рр. навчався у гімназії м. Рига. 
У 1884 р. вступив до Дерптського університету на медичний факультет, який закінчив у 1889 р.
Із 1 січня 1890 р. Л. Дарашкевич працював на посаді асистента клініки психічних та нервових хвороб Дерптського університету. Був учнем відомого німецького вченого-психіатра Еміля Крепеліна, під керівництвом якого почав писати дисертацію. Згодом, продовжив працювати над роботою під керівництвом російського психіатра В. Ф. Чижа.
24 березня 1892 р. Леон Людвігович захистив дисертацію та отримав ступінь доктора медичних наук. У дисертації «Про Гебефренію, особливо важку її форму» («Ueber Hebephrenie, insbesondere deren schwere Form»), клінічно дослідив захворювання, описав історію хвороби, виклав власні погляди на етіологію та прогноз. Ця робота була основою дослідження шизофренії та стала клінічною моделлю концепції «dementia praecox Е. Крепеліна».
Починаючи з жовтня 1892 р. по лютий 1894 р. Л. Дарашкевич працював молодшим лікарем у психіатричній лікарні м. Риги. В той час опублікував статтю «Про суб'єктивне відчуття слуху при гіпнагогічному стані» («Über eine subjektive hörsempfindung im hypnagogischen Zustande») про гіпнагогічні галюцинації.
31 жовтня 1898 р. Леон Дарашкевич почав працювати у Вінницькій окружній психіатричній лікарні: спочатку на посаді молодшого ординатора, у 1909 р. — старшого ординатора, згодом — призначений завідувачем медичної частини.
У 1911 р. Л. Дарашкевич брав участь у підготовці лікарні до гігієнічної виставки в Дрездені, де Вінницька психіатрична лікарня була нагороджена Почесним дипломом. Леон Дарашкевич займався вивченням проблеми організації трудової терапії душевнохворих, у 1922 р. перебував у наукових відрядженнях в Австрії, Німеччині та Бельгії. Перед від'їздом, всього за два тижні, вивчив есперанто. Леон Людвігович виступав з ініціативами щодо гуманного ставлення до психічнохворих. Окрім знання історії хвороби пацієнта, великого значення надавав особистому спілкуванню з кожним хворим.
Окрім основної роботи, Леон Людвігович надавав кваліфіковану лікарську допомогу мешканцям найближчих сіл, які зверталися до нього. Леон Дарашкевич з власної ініціативи взяв під опіку сільськогосподарську комуну ім. Джона Ріда, яка була організована у 1920—1922 рр. на території колишньої садиби М. І. Пирогова в селі Вишня. Лікар приїздив до села для лікування хворих. У той період він захворів на висипний тиф.
У 1926 р., після тридцятирічної перерви, Леон Дарашкевич опублікував дві статті. «Контрактура нижніх кінцівок при шизофренії» («Kontraktur den unteren Gliedmassen bei Schizophrenie»), присвячена неврологічним симптомам у хворих на шизофренію. В статті «До загадки паралічу» («Zum rätsel der Paralyse»), автор посилався на дослідження Е. Крепеліна (1924) щодо епідеміології паралічу та збільшення захворюваності, на основі чого висунув власну гіпотезу про те, що щеплення проти віспи можуть призвести до прогресуючого паралічу. Стаття викликала бурхливу наукову дискусію.
Він виховав кілька поколінь психіатрів, був співзасновником психоневрологічного технікуму при лікарні (1931). Він любив свою роботу, був скромним та напрочуд ерудованим, володів виключною пам'яттю і був поліглотом. Досконало володів польською, українською, литовською, естонською, російською, німецькою, французькою, англійською, латинською мовами та есперанто.
Леон Дарашкевич працював у Вінницькій психіатричній лікарні 33 роки, до самої смерті. 2 лютого 1931 р. на 65-му році життя помер від раку шлунка. Похований на території Вінницької обласної клінічної психоневрологічної лікарні ім. акад. О. І. Ющенка.

## Наукові роботи
- «Про Гебефренію, особливо важку її форму» (1892)
- «Про суб'єктивне відчуття слуху при гіпнагогічному стані»
- «Контрактура нижніх кінцівок при шизофренії» (1926)
- «До загадки паралічу» (1926)